# 비고 브룬

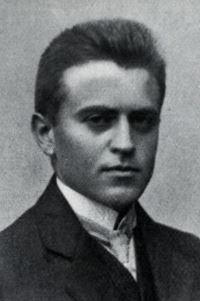
비고 브룬.

비고 브룬(Viggo Brun , 1885년 10월 13일 - 1978년 8월 15일)은 노르웨이의 수학자이자 수학 이론가이다.
브룬(Brown)은 노르웨이의 부스케루(Buskerud)에 있는 리르(Lier)에서 태어났다. 그는 오슬로 대학교(University of Oslo)에서 공부하고 1910년 괴팅겐 대학교(Gottingen)에서 연구를 시작했다. 1923년 그는 트론드하임 대학교(University of Trondheim) 공과대학(Norwegian Institute of Technology)의 교수가되었으며 1946년 오슬로 대학교 (University of Oslo)의 교수가되었다.
1915년 그는 브룬 체( Brun sieve)라고 불리는 에라토스테네스의 체의 르장드르(Legend) 버전을 기반으로 한 새로운 방법을 도입했다. 골드바흐의 추측과 쌍둥이 소수의 추측이 더불어 다루어질수있는 브룬 체를 사용하여 n 과 n+2를 갖는 소수들 n 이 무한히 존재함을 증명했다.
이후 이로서 쌍둥이 소수들의 모든 역수와 그 역수의 합을 다루는 소위 브룬 상수들이 다양하다는 것이 증명됐다. 또한 그는 1919-1920년에 다차원 연속 분수 알고리즘을 개발하여 음악 이론의 문제에 적용했다. 그는 또한 1946년 노르웨이 왕립 과학 문화원(Royal Norwegian Society of Science and Letters)에서 봉사했다.
그는 1955년 70세에 은퇴했고 1978년 노르웨이의 아케르스후스(Akershus)에 있는 드로박(Drobak)에서 사망했다.

## 같이 보기
- 브룬 상수